# Salzburgse emigranten

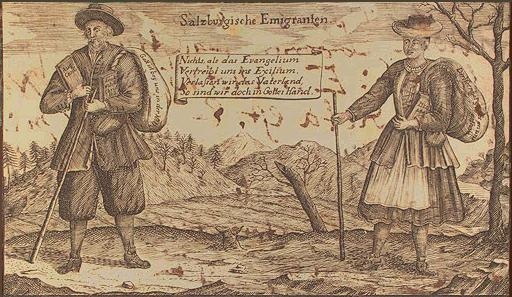
Salzburger Emigranten

De Salzburger emigranten (Duits: Salzburger Exulanten) waren lutherse geloofsvluchtelingen die in 1732 uit het Prinsaartsbisdom Salzburg verdreven werden. In de Republiek der Zeven Verenigde Nederlanden kwamen zij onder andere terecht in Walcheren en Zeeuws-Vlaanderen.
In 1727 was in het aartsbisdom Salzburg een nieuwe bisschop benoemd, die over dit gebied ook wereldlijke macht uitoefende. De bisschoppen wilden het bisdom zuiver katholiek houden, waartoe zij op grond van de Vrede van Westfalen (1648) ook het recht hadden, maar in de uitoefening daarvan traden sommigen hard op.
De zwaarste vervolging vond omstreeks 1732 plaats tijdens de regering van prinsaartsbisschop Leopold Anton von Firmian (1727-1744) die grootgebracht bij de jezuïeten direct op protestantenjacht ging. Hij stelde de protestanten, meest aanhangers van de Augsburgse Confessie, voor de keus om terug te keren tot de rooms-katholieke Kerk of het land te verlaten. Op 31 oktober 1731 ondertekende hij een berucht emigratiebevel met als gevolg dat ongeveer 20.000 protestantse inwoners het land Salzburg moesten verlaten.
De nieuwe bisschop die de jezuïeten in het aartsbisdom binnenhaalde was onder hun invloed intoleranter voor de protestantse lutheranen die in het katholieke aartsbisdom woonden dan de vorige bisschop. Hij vaardigde zogenaamde "uittochtsplakkaten" uit, waarmee een nieuwe godsdienstvervolging begon. In 1732 stelden de lutheranen de bisschop een ultimatum: òf volledige geloofsvrijheid, of het recht te emigreren. De bisschop zag zijn kans schoon en bepaalde dat emigreren geen recht zou zijn maar een plicht, en wel met onmiddellijke ingang (het Salzburger Emigrationspatent). Met steun van lutheranen in Nederland trokken grote groepen Salzburgers naar de Republiek der Zeven Verenigde Nederlanden.
De godsdienstcrisis in Salzburg viel samen met het kolonisatieprogramma van koning Frederik Willem I van Pruisen, die de vervolgde lutheranen uitnodigde om zich te vestigen in de dunbevolkte streken van Oost-Pruisen, onder andere in Klein-Litouwen. Hij stuurde zelfs commissarissen naar Beieren en Württemberg om de vluchtelingen daar op te vangen en naar zijn land te begeleiden. De Pruisische koning hoopte dat ook andere protestantse landen zijn voorbeeld zouden volgen.

## Walcheren
In de Republiek der Zeven Verenigde Nederlanden ging het eerste initiatief uit van de drie steden op het eiland Walcheren: Middelburg, Veere en Vlissingen. Zij besloten 350 tot 400 vervolgde protestanten uit het aartsbisdom Salzburg op te nemen om in de landbouw te werk te stellen. Met instemming van de lutherse kerkenraad van Middelburg werden twee lutheranen, dominee Johannes Nicolaus Treijtel en diaken Johan Hendrik Röscher, naar Duitsland gestuurd om Salzburgse emigranten, die op weg waren naar Oost-Pruisen, te interesseren voor vestiging op Walcheren. De afgevaardigden kregen strikte voorwaarden mee: geïnteresseerden moesten in eigen onderhoud kunnen voorzien. Jongeren mochten alleen in gezinsverband worden meegenomen en ouderen boven 45 jaar werden niet toegelaten. De steden zochten bekwame arbeidskrachten voor de landbouw.
Als gevolg van deze scherpe criteria lukte het slechts 59 Salzburgers aan te trekken. Zij kwamen op 7 oktober 1732 in Middelburg aan en werden hartelijk ontvangen in de oude lutherse kerk. De meesten werden vrijwel direct opgenomen in het lidmatenregister. De groep Salzburgers vormde een kleine minderheid op het eiland Walcheren, hun namen werden snel vernederlandst. Maar met de integratie wilde het aanvankelijk niet zo vlotten. Velen stierven of leidden een gebrekkig bestaan; een deel vertrok alsnog richting Pruisen. De Lutherse Gemeente in Amsterdam schoot te hulp en zamelde geld in voor voedsel, een kerk en een school. Na circa dertig jaar waren de meeste verschillen tussen de nieuwkomers en de autochtone bevolking verdwenen.

## West-Zeeuws-Vlaanderen
Het Vrije van Sluis (het huidige West-Zeeuws-Vlaanderen) toonde ook belangstelling voor het opnemen van emigranten uit Salzburg. Dit gebied was in voorgaande decennia door slechte economische omstandigheden enkele duizenden inwoners kwijtgeraakt. Men had dringend behoefte aan nieuwe inwoners, vooral arbeidskrachten in de landbouw. In de zomer van 1732 liet het schepencollege bij de polders en dorpsbesturen inventariseren hoeveel Salzburgers er geplaatst konden worden. Het resultaat was overweldigend: men was bereid 300 gezinnen op te nemen. Het bestuur schakelde de Staten-Generaal in, die vervolgens Marinus Gallieris, hun gezant bij de Rijksdag in Regensburg, opdracht gaven vervolgde Salzburgers aan te trekken voor het Vrije van Sluis. Gallieris wist een overeenkomst te sluiten met de bewoners van de Dürrnberg in het district Hallein. Het waren meest mijnwerkers, van wie een aantal naast hun werk in de zoutmijn ook werkzaam was in eigen boerenbedrijfjes met wat landbouw en veeteelt. Na een moeizame reis van honderd dagen in de winter van 1732/1733 kwamen de nieuwe inwoners op 9 maart 1733 aan in Nieuwerhaven ten oosten van Breskens.
Na de verdeling van de immigranten over de dorpen en polders van het Vrije van Sluis ontstond al direct grote ontevredenheid onder de nieuwkomers, omdat velen werden ondergebracht in oude vervallen huizen, stallen en Vlaamse keten waar in de zomermaanden de seizoenarbeiders uit Vlaanderen verbleven. Veel nieuwkomers werden vanaf het begin gedwongen in eigen onderhoud te voorzien. Naar hun mening was dit niet in overeenstemming met de gemaakte afspraken. De omschakeling naar de akkerbouw in het vlakke polderland bleek erg groot te zijn, mede veroorzaakt door het taalprobleem. De inwoners konden de immigranten niet verstaan, laat staan hen het boerenwerk leren.
Doordat de Salzburgers niet direct in de landbouw konden worden ingezet, waren ook de ingezetenen teleurgesteld. Bovendien viel de samenstelling van de groep nieuwkomers erg tegen: onder hen waren vrij veel ambachtslieden, waaraan men geen behoefte had. Ook waren er veel jonge kinderen en ouderen boven de vijftig jaar, die niet in staat waren landarbeid te verrichten. En dan waren er ook nog de onwilligen, die de eerste maanden niet wilden werken, omdat zij op grond van de gesloten overeenkomst recht meenden te hebben op gratis onderhoud en huisvesting. Toen in augustus de beruchte Zeeuwse koorts kwam opzetten, die tot en met november 1733 meer dan 100 slachtoffers maakte, hielden veel Salzburgers het voor gezien. Zij verlieten het Vrije van Sluis om zich elders te vestigen. Velen trokken eerst naar Frankfurt aan de Main om van daaruit verder te zien. Eind december 1733 waren nog slechts 224 immigranten over.
De overgebleven Salzburgse immigranten stichtten onder leiding van hun meegekomen predikant, Johann Gottlob Fischer, op 7 maart 1734 een Lutherse Gemeente in Groede. Vanaf die tijd bood de Lutherse Gemeente te Amsterdam structureel steun. Met de opbrengst van een collecte die in het najaar van 1733 gehouden werd leverde de Amsterdamse gemeente een bijdrage aan de integratie van de overgebleven nieuwkomers. Men kon een woning krijgen, en landbouwers een stuk land. Aan de inzet van de Amsterdamse lutheranen is het te danken dat er nog iets terecht is gekomen van de immigratie in het Vrije van Sluis.
De Amsterdamse gemeente kocht in januari 1735 een huis in de Molenstraat in Groede, dat gebruikt zou kunnen worden als huiskerk voor de immigranten. Aanvankelijk mocht predikant Fischer er gaan wonen omdat de Raad van State geen toestemming gaf het pand voor het beoogde doel te gebruiken. Pas jaren later kreeg de Amsterdamse gemeente toestemming een kerk voor de immigranten-gemeente te bouwen. De nieuwe kerk werd op 1 september 1743 ingewijd. Intussen had de Amsterdamse gemeente een fonds ingesteld voor blijvende steun aan de immigranten-gemeente: het Fonds Cadzand, dat beheerd werd door een commissie onder de naam "Commissarissen van de zaken rakende de Saltzburg-Dürrnbergse emigranten in de landen van Cadzant". De commissie en het fonds hebben van 1739 tot 1963 bestaan met als doel de lutherse gemeente van Groede met raad en daad bij te staan.
De kleine groep die uiteindelijk besloot in West-Zeeuws-Vlaanderen te blijven, vernederlandste snel. Ze bleven hun lutherse kerk trouw, maar hun taal verdween binnen twee of drie generaties. Die taal, een variant van het Salzburgse dialect die vooral door lagere klassen werd gesproken, had te weinig prestige om te kunnen overleven. Daarnaast hadden de arme Salzburgers niet echt de behoefte zich als groep te identificeren. Bovendien was de groep eenvoudigweg te klein om er een eigen taal op na te kunnen houden.
Er zijn in het Zeeuws geen woorden bekend die ontleend zouden kunnen zijn aan het Duits van de Salzburgers. In West-Zeeuws-Vlaanderen zijn wel een paar uitdrukkingen bekend die de situatie van de Lutherse Salzburgers haarfijn weergeven. "De Salsburgers brochtn de luuzn en d’Ugenootn de kluutn" heet het in het Land van Cadzand: de hugenoten brachten het geld binnen (een kluut is een oude munt), maar met de onfortuinlijke Salzburgers was het armoe troef. Ook de uitdrukking "j'n eign Luthers 'ouwn" (je koest houden of net doen of je neus bloedt) geeft aan in welke situatie de Salzburgers waren beland.
Wat verder van de Salzburgers rest, zijn behalve het lutherse kerkje van Groede, de namen van de afstammelingen van Salzburgse immigranten. Enkele namen zijn: Auer, Eggel, Ehrlich, Fagginger, Keijmel, Neugebauer, Scheybeler en Wemelsfelder.